# Vera Rozsa
Vera Rózsa, ou Vera Rózsa-Nordell, née le 16 mai 1917 à Budapest et morte le 15 octobre 2010 à Londres, est une chanteuse lyrique et enseignante de chant de renommée mondiale.

## Formation
Rozsa commence son éducation musicale à l'âge de cinq ans. Ses parents sont enseignants et n'ayant pas de baby-sitter à la maison, ils l'emmenent simplement à l'école. Ses parents, surtout son père violoniste amateur qui lui enseigne le piano, sont très musiciens.
Après avoir obtenu son diplôme d'études secondaires à l'âge de quinze ans, soit plus tôt que la normale, Vera Rózsa commence ses études musicales à l'Académie de musique Franz Liszt de Budapest, d'abord dans la direction d'orchestre puis les études vocales. Le compositeur et chef d’orchestre Zoltán Kodály est l’un de ses professeurs.

## Carrière
Rózsa commence une carrière de chanteuse lyrique, avec des débuts dans le rôle d'une dame juive dans Judas Maccabée de Haendel et Cherubino dans Les Noces de Figaro de Mozart, qu'elle interprète avec OMIKE, le groupe professionnel de musique et de théâtre de la communauté juive de Budapest, en 1943. Avec une voix ample qui couvre à la fois le mezzo-soprano et l'alto, elle peut chanter dans différents registres et un large répertoire allant de l'opéra allemand et italien, en passant par les cantates et lieder baroques jusqu'aux œuvres du XXe siècle et aux chansons folkloriques yiddish.
Pendant la Deuxième guerre mondiale, elle perd de nombreux proches et notamment son premier mari, le compositeur et chef d'orchestre László Weiner, déporté et assassiné par les nazis dans un camp de travaux forcés en Slovaquie, Rozsa, inquiétée par la Gestapo, réussit à survivre à la guerre.
Après la Seconde Guerre mondiale, Rózsa est soliste à l'Opéra de Budapest (1945-1946) puis à l'Opéra d'État de Vienne (1946-1951), où sa carrière de chanteuse est interrompue par la perte partielle de l'usage d'un poumon, conséquence d'une pneumonie contractée alors qu'elle se cachait des nazis. Sa maladie la conduit à développer une capacité d'expertise en technique de respiration qui lui a non seulement permis de continuer à chanter, même si ce n'est pas dans des rôles d'opéra exigeants, mais aussi de rendre le chant plus facile pour de nombreux futurs étudiants.
Rózsa épouse à Rome le Britannique Ralph Nordell, qu'elle a rencontré à Budapest alors qu'il servait dans les services de renseignements militaires britanniques à la fin de la Seconde Guerre mondiale, et le couple s'installe en Grande-Bretagne en 1954, où elle donne naissance à un fils, David, le 2 août de la même année. Au Royaume-Uni, elle commence à enseigner en privé tout en continuant à se produire dans des récitals de mélodies et de chansons pendant plusieurs années. Après une interprétation acclamée du Pierrot lunaire de Schoenberg au Festival de Leeds, elle est invitée à enseigner au Royal Manchester College of Music, ce qu'elle fait pendant environ dix ans. Plus tard, on lui demande d'enseigner au London Opera Centre, à l'Opera Studio de Paris, puis à la Guildhall School of Music de Londres, bien qu'elle ait toujours enseigné principalement à son domicile à Londres.
Au fur et à mesure que sa carrière se développe, elle est invitée à donner des master classes partout dans le monde, notamment en Israël, en France, en Belgique, en Italie, en Suède, en Finlande, aux États-Unis, au Venezuela, en Australie, en Nouvelle-Zélande et au Japon. Elle est également juge dans de nombreux concours internationaux de chant, notamment à Cardiff, au Queen Elizabeth à Bruxelles, à Athènes et dans un concours créé en son honneur à Jérusalem.
En tant qu’enseignante, elle met l’accent sur l’art et l’interprétation plutôt que sur la pyrotechnie vocale. Vera Rózsa est considérée comme une des plus grandes professeures de chant du XXe siècle.

## Élèves
Parmi les élèves de Rózsa figurent Sarah Walker, Cynthia Hoffmann, Kiri Te Kanawa, Ileana Cotrubaș, Sonia Theodoridou, Agathe Martel, Karita Mattila, Dorothea Röschmann, Tom Krause, Clarry Bartha, Anne Sofie von Otter., Anne Howells, Anthony Rolfe Johnson, Lillian Watson, François le Roux, Nora Gubisch, Ildikó Komlósi, Louise Werner. Maria Callas avait l'intention de travailler avec Rózsa pour préparer un come back, ce qu'elle n'a pas pu faire. Plusieurs de ses propres élèves, comme Noelle Barker, Enid Hartle et Jessica Cash, sont également devenus des professeurs de chant à succès.

## Distinctions
- En 1991, Rózsa reçoit le titre d'Officier de l'Ordre de l'Empire britannique[1].
- En 1992, elle reçoit la médaille d'or de l'Académie de musique Franz Liszt[4].
- En 1999, elle est nommée citoyenne d' honneur de la ville de Londres[5].
- Elle est également nommée membre de la Guildhall School of Music and Drama et de la Jerusalem Rubin Academy of Music, ainsi que membre honoraire du Royal College of Music.

## Film
- Vera Rózsa - Mother of Stars – un film documentaire réalisé par Tiina-Maija Lehtonen, produit par la Société de radiodiffusion finlandaise (YLE ) en 1997 (durée : 50 minutes).